# Universal Mobile Telecommunications System
Ne doit pas être confondu avec Universal Music Mobile.

L’Universal Mobile Telecommunications System (UMTS) est l'une des technologies de téléphonie mobile de troisième génération (3G). Elle est basée sur la technologie W-CDMA, standardisée par le 3GPP et constitue l'implémentation dominante, d'origine européenne, des spécifications IMT-2000 de l'UIT pour les systèmes radio cellulaires 3G.
L'UMTS est parfois appelé 3GSM, soulignant la filiation qui a été assurée entre l'UMTS et le standard GSM auquel il succède. Elle est également appelée 3G, pour troisième génération.
Voir aussi le tableau de synthèse des différentes générations de technologies de téléphonie mobile en bas de page.

## Débuts
Le déploiement de l'UMTS, initialement prévu pour le début des années 2000, a été reporté en raison de son coût et de la mauvaise conjoncture économique du monde des télécommunications à la suite de l'éclatement de la bulle Internet.

### En France
Le premier opérateur de réseau mobile à lancer son offre commerciale en France a été SFR, le 10 novembre 2004, suivi par Orange le 9 décembre 2004. Bouygues Telecom a d'abord préféré se concentrer sur la technologie EDGE en 2005, pour offrir les mêmes types de services (excepté la visiophonie) avec un investissement moindre ; néanmoins, Bouygues Telecom dispose d'une licence UMTS et a été tenu, du fait de ses engagements envers l'Arcep, à ouvrir son réseau commercialement début 2007. Suez s'était allié à l'opérateur espagnol Telefónica pour proposer une offre dans le cadre de l'appel à candidature lancé par l'Arcep en 2003 sous la dénomination « ST3G », mais n'a finalement pas déposé sa candidature, abandonnant le projet quelques jours avant l'échéance de remise des offres.
C'est le 18 décembre 2009, après de nombreuses péripéties et tergiversations que l'Arcep retient la candidature de Free mobile (groupe Iliad) pour la 4e licence UMTS. Elle est officiellement attribuée le 13 janvier 2010.

### En Europe
Le 1er décembre 2002, l'opérateur de réseau mobile norvégien Telenor a annoncé le déploiement du premier réseau commercial UMTS. L'opérateur autrichien Mobilkom Austria a quant à lui lancé le premier service commercial UMTS le 25 septembre 2002.

## Technologie et fréquences

### Technologie

Structure d'un réseau UMTS; la partie radio (RAN) à gauche, le cœur de réseau à droite : voix (en haut) et données (en bas). Attention Gi et Gp sont inversés

L'UMTS est une technologie de téléphonie cellulaire dont la partie radio (UTRAN) repose sur la technique d'accès multiple W-CDMA, une technique dite à étalement de spectre, alors que l'accès multiple pour le GSM se fait par une combinaison de multiplexage temporel TDMA et de multiplexage fréquentiel FDMA.
Une amélioration importante de l’UMTS par rapport au GSM consiste, grâce à une nouvelle technique de codage, en la possibilité de réutiliser les mêmes fréquences dans des cellules radio adjacentes et en conséquence d’affecter une largeur spectrale plus grande à chaque cellule (5 MHz), alors qu’en GSM, les cellules radio adjacentes doivent utiliser des bandes de fréquences différentes (facteur de réutilisation variant de 1/3 à 1/7) ce qui implique (en GSM) de diviser et répartir les fréquences attribuées à un opérateur entre plusieurs cellules radio.
La disparition de cette contrainte permet en UMTS d'avoir plus de bande passante et donc plus de débit (ou plus d'abonnés actifs) dans chaque cellule.

### Fréquences attribuées à l'UMTS
Lors de la CAMR de 1992 organisée par l’UIT à Torremolinos (province de Malaga en Espagne), les bandes hertziennes suivantes avaient été choisies pour les systèmes 3G IMT-2000 (exploité en France avec la technologie UMTS) :
- Duplex temporel TDD : 1 885,00 à 1 920,00 MHz (bande de 35 MHz de largeur) et 2 010,00 à 2 025,00 MHz (bande de 15 MHz) ;
- Duplex fréquentiel FDD : 1 920,00 à 1 980,00 MHz (uplink de 60 MHz) et 2 110,00 à 2 170,00 MHz (downlink de 60 MHz) ;
- Bandes satellites : 1 980,00 à 2 010,00 MHz (uplink de 30 MHz) et 2 170,00 à 2 200,00 MHz (downlink de 30 MHz).

D'autres bandes de fréquences ont, plus tard, été attribuées à l'UMTS, notamment des fréquences dans la bande des 900 MHz qui peuvent être partagées entre le GSM et UMTS en Europe et en France et certaines fréquences dans les bandes 700 MHz et 1 700 MHz en Amérique du Nord et en Asie.
La bande de fréquence (porteuse) affectée à chaque cellule radio est de 5 MHz avec une largeur spectrale réelle de 4,685 MHz. Depuis l'arrivée de la norme HSPA+ en 2008, plusieurs porteuses de 5 MHz peuvent être agrégées pour augmenter les débits.

## Débits

### Débits théoriques
L'UMTS dans sa version initiale « 3GPP R99 » (normalisée en 1999 et complétée en 2001) permettait un débit maximum théorique de données descendantes (téléchargement) de 1,920 Mb/s. Cette vitesse est nettement supérieure au débit initial du GSM qui était de 9,6 kb/s et supérieure à celles des vitesses maximales offertes par les variantes du GSM optimisées pour le transfert de donnée (GPRS et EDGE) : 384 kb/s pour l’EDGE.
Les débits UMTS varient suivant le lieu d'utilisation et la vitesse de déplacement de l'utilisateur. Pour la première génération de l'UMTS (celle disponible en France de 2005 à 2009), les débits maximum descendants (download) étaient de :
- 144 kb/s pour une utilisation mobile en mouvement rapide (voiture, train…) et en zones rurales loin de l'antenne ;
- 384 kb/s pour une utilisation piétonne ;
- jusqu’à 2 000 kb/s depuis un point fixe (terminal immobile) et dans des conditions idéales.

Les versions 7 et 8 (rel-8 du 3GPP), appelées HSPA+ ou (3.75G), ont défini de nouvelles améliorations de la norme UMTS (voir article HSPA+) permettant d’atteindre, pour la variante FDD utilisée en Europe en 2013, des débits descendants pics de 21 Mb/s, 42 Mb/s en « Dual Carrier » et même, dans le futur 84 Mb/s en mode multi antennes MIMO.
Le débit montant crête est limité à 5,8 Mb/s ou 11,5 Mb/s selon la catégorie de terminal (pas de mode "Dual Cell", ni de codage 64QAM en liaison descendante),.
L’implémentation qui en est faite sur les réseaux 3G français en 2014 et qui est supportée par les terminaux récents (smartphones et tablettes) correspond à la variante dite « DC-HSPA+ » qui implique d’utiliser deux cellules radio simultanément (deux bandes de fréquence UMTS adjacentes de 5 MHz) ; elle permet un débit pic descendant de 42 Mb/s.
Nota : Ces débits théoriques crêtes supposent un terminal immobile, placé dans des conditions de réception radio parfaites et, en pratique, d’avoir un seul terminal actif à un instant donné dans la cellule radio (zone couverte par la ou les antennes du Node B).

### Débits réels
Le débit réel de données d'un terminal UMTS est le plus souvent très inférieur aux débits binaires théoriques promis par les normes UMTS. Les principaux facteurs ayant une influence sur les débits réels observés par l’abonné sont les suivants :
- Le nombre d’utilisateurs actifs se partageant la bande passante au sein d’une cellule radio (surface radiante d'une antenne UMTS); plus il y a d’abonnés actifs, moins chacun a de débit unitaire. Il en découle que le débit observé dépend de l'heure[4] (moins d'abonnés actifs durant la nuit).
- La position fixe (statique) ou « en mouvement » du terminal de l’abonné ; le débit utile est réduit pour un terminal en mouvement rapide.
- La distance entre le terminal et l’antenne relais. Le débit est quasi constant dans une grande partie de la cellule radio puis décroît en limite de portée quand le signal s’affaiblit[4].
- la position d'un terminal à la frontière entre deux cellules radio (même près de l’antenne)[8]. Le débit est très inférieur dans cette zone à cause des interférences avec les cellules adjacentes qui en UMTS utilisent généralement les mêmes fréquences hertziennes (contrairement à ce qui se passe en GSM/EDGE où les cellules radio adjacentes utilisent des fréquences différentes).
- Le type et la catégorie du terminal UMTS et le fait qu'il soit compatible (ou pas) avec les dernières générations des normes UMTS (HSPA et HSPA+)[5].
- les conditions de réception radio (interférences, bruit, affaiblissements, échos liés aux réflexions sur les immeubles…).
- La capacité en débit et en nombre d'utilisateurs simultanés de la station de base (Node B), le débit des liens (cuivres ou optiques) reliant cette station au cœur de réseau (RNC) et sa compatibilité avec les nouvelles normes HSPA, HSPA+ et DC-HSPA+.
- La position du terminal mobile à l'intérieur d'un bâtiment induit une atténuation du signal radio qui peut entrainer une diminution du débit[4].

## Applications et services
Grâce à la vitesse accrue de transmission de données, l'UMTS ouvre la porte à des applications et services nouveaux. L'UMTS permet en particulier de transférer en temps réel des contenus multimédia tels que les images, le  son et les vidéos.
Initialement, les nouveaux services devaient concerner surtout les applications vidéo : visiophonie, MMS Vidéo, vidéo à la demande, télévision. Mais, la 3G a, en fait, été d'abord colonisée par les usages de type accès à Internet, principalement depuis l'explosion du marché des smartphones et des réseaux sociaux, les applications vidéo (Youtube, replayTV...) se sont développées dans un deuxième temps avec l’augmentation du volume de données inclus dans les abonnements.

## Déploiement commercial dans le monde
Deux milliards d'utilisateurs étaient couverts par plus de cinq cents réseaux 3G fin 2010, avec des écarts selon les continents : 82 % de la population de l'Europe de l'Ouest mais 12 % de celle de l'Asie-pacifique alors que fin 2006 les services UMTS n'étaient proposés que par 155 opérateurs à travers le monde pour 80 millions d'utilisateurs.
Il y avait dans le monde, mi-2015, près de 2 milliards d’abonnés à des réseaux UMTS/WCDMA.

### Couverture en France
La norme UMTS a imposé de déployer un nouveau réseau physique d'antennes relais et il a été nécessaire d'installer de nombreuses stations radio (Node B) afin de fournir une couverture adaptée. Ainsi en 2007, Orange France ne couvrait encore que 65 % de la population avec 6 500 sites et fin 2009, 87 % de la population avec 11 000 sites.
Lors de contrôles réalisés fin 2011, l'ARCEP a constaté que le taux de couverture des réseaux 3G d’Orange France et de SFR couvraient désormais plus de 98 % de la population française, le réseau de Bouygues Telecom atteignant à la même date, une couverture supérieure à 93 % de la population. Afin d'offrir une bonne couverture dans les zones peu denses (zones blanches), il est courant d'y mutualiser les réseaux, ce que font SFR, Orange et Bouygues Telecom.
Fin 2012, l'Arcep a confirmé les taux de couverture, avec au 1er juillet 2012, un taux de couverture 3G supérieur à 98 % pour Orange et SFR et de plus de 94 % pour Bouygues Telecom (disponibilité du service à l’extérieur des bâtiments, en situation statique).

### Revenus
En France, les opérateurs ont mis un certain temps pour tirer un revenu supplémentaire de leur réseau 3G, mais celui-ci est devenu indispensable, face à la concurrence, pour offrir l'accès haut débit à internet nécessaire aux smartphones, en complément des services mobiles classiques du GSM : voix, SMS et ring back tone. Les applications rendues possibles par la 3G : MMS, TV, musique, vidéo à la demande, accès à internet, jeux, se sont ajoutées aux usages voix et SMS, sans forcément augmenter la recette moyenne par abonné (ARPU).

### Saut direct de la 2G vers la 4G?
Face à un lent retour sur investissement, et du fait de l'évolution rapide des techniques, l'opérateur américain Sprint Nextel avait décidé en 2006 d'investir directement près de 3 Mrd$ pour couvrir les États-Unis en 4G WiMAX; il a ensuite opté fin 2011 pour la technologie LTE (à la place du WiMAX) pour son réseau 4G. AT&T, qui détient 100 % de Cingular Wireless (maintenant nommé AT&T Mobility), a choisi lui aussi la technologie 4G LTE. En 2006, environ 250 opérateurs avaient annoncé être en train d'évaluer ou vouloir déployer WiMAX ou LTE dans leur réseau et avaient annoncé vouloir sauter l'étape 3G en déployant des réseaux basés sur des technologies mobiles 4G entièrement basées sur IP, plus performantes et moins coûteuses.
Parmi les technologies 4G, il existait deux écoles incompatibles : WiMAX mobile utilisant la technologie MIMO et normalisée par l'IEEE (norme IEEE 802.16e), et LTE (Long Term Evolution « System Architecture Evolution ») qui est une initiative défendue par l'organisme de standardisation 3rd Generation Partnership Project dans la lignée de l'UMTS. Plusieurs opérateurs dans différents pays (États-Unis, Japon, Corée, Russie) avaient commencé en 2009 à tester le WiMAX mobile alors que les premiers déploiements commerciaux du LTE n'ont débuté qu'en 2011 (États-Unis et Suède) et en 2012 en Asie et dans le reste de l'Europe. À partir de 2015 le LTE exerce une domination écrasante sur les réseaux mobiles 4G (plus de 750 millions d'abonnés mi-2015 dans le monde), le WiMAX mobile étant en voie d'abandon.
Une autre solution complémentaire ou alternative à l'UMTS permet des investissements moindres que ceux nécessaires pour l'UMTS : les exploitants de réseaux GSM peuvent mettre à jour les équipements des réseaux 2G existants en utilisant « Evolved EDGE », une évolution de la technologie GPRS EDGE capable de supporter des débits de 450 à 500 Kbit/s, avant de mettre en place un réseau 4G. Les réseaux EDGE présentent l'avantage d'avoir déjà une bonne couverture car les antennes relais et les bandes de fréquences utilisées sont les mêmes que celles du GSM.

## Planification
La planification des sites radio a pour but de surmonter 4 problèmes essentiels : 
- L'optimisation des antennes RF, pour une meilleure couverture des zones.
- L'augmentation de la fiabilité des transitions entre réseaux GSM et 3G.
- Assurer une meilleure couverture radio entre les bâtiments.
- Adaptation des paramètres de liaison.

Afin de bien déployer un réseau, une bonne configuration des antennes sectorielles ou antennes RF est nécessaire pour avoir une bonne performance et une bonne adaptation de la capacité.
La couverture radio est un critère primordial et doit être efficace et suffisante, elle s'adapte alors aux besoins de capacités dans chaque région, et doit être flexible pour s’adapter à l’expansion future de la taille du PLMN et de la démographie des abonnés sans avoir besoin de changer les sites existants.
La taille des cellules en WCDMA/UMTS ne peut pas être considérée comme une dimension fixe à cause du phénomène de respiration ou Breathing Effect dans lequel le rayon d’une cellule varie en fonction du nombre des abonnés actifs ; ceci est dû à la modulation d’étalement de bande.
Sur la voie ascendante si le nombre d’abonnés augmente dans une zone, ceci provoque l’augmentation du niveau du bruit dans le Node B ; pour surmonter le bruit, les équipements mobiles doivent augmenter leur puissance d'émission pour permettre à l'autre extrémité du lien radio de reconstruire les données, ce qui amène à une diminution de la zone de couverture. La même chose se produit dans le sens Downlink, et on peut estimer le taux de bruit qui pourra être créé dans une zone, en calculant l’interférence sur chaque terminal, le terme utilisé est « RSCP » : Received Signal Code Power ou bien « puissance du code du signal reçu ». Le cas idéal représente une zone couverte par une seule cellule, le rapport signal sur bruit ou Ec/No devient optimal. En bref, les points essentiels qui doivent être pris en considération durant la planification sont les suivants : 
- Étude de la zone d’implantation du réseau,
- Étude de la géographie de la région, le type d'obstacles tels que des bâtiments, montagnes, falaises. Une bonne planification consiste aussi à une anticipation des évolutions qui peuvent avoir lieu, comme la construction des nouveaux immeubles. Ceci va permettre une couverture adéquate et un bon service pour supporter l’augmentation potentielle du trafic.
- Définir les sites, leurs configurations, on parle principalement du nombre des antennes RF et des liens radio UHF, l’orientation verticale (tilt) et horizontale de chaque antenne, ainsi que sa hauteur et la distance permise entre les sites.
- Étude par anticipation des nouveaux sites qui seront nécessaires pour les années suivantes ainsi que les ajustements de la configuration pour lutter contre les interférences sur les liens downlink.